# Пихур, Александр Витальевич
Алекса́ндр Вита́льевич Пихур (укр. Олександр Віталійович Піхур; 25 августа 1982, Киев, СССР) — украинский футболист, нападающий.

## Биография
Пихур воспитанник киевской «Смены». В 1998 году выступал в ДЮФЛ за киевскую «Троещину». Затем был призван в армию, таким образом он попал в свою первую профессиональную команду — ЦСКА. С 2002 года по 2004 год выступал за ЦСКА-2 в Первой лиге Украины. В сезоне 2004/05 выступал за ЦСКА, провёл 27 матчей и забил 10 мячей.
Летом 2005 года перешёл в ужгородское «Закарпатье» на правах аренды. В Высшей лиге Украины дебютировал 12 июля 2005 года в выездном матче против полтавской «Ворсклы» (0:0), Александр вышел на 66 минуте вместо Александра Пищура. В команде он провёл полгода и сыграл 17 матчей и забил 3 гола. Зимой 2006 года мог перейти в луцкую «Волынь».
В феврале 2006 года перешёл в клуб «Харьков», хотя у него было предложение от столичного «Арсенала». В команде он долго не мог играть из-за травмы колена, которую он получил на сборах. Позже ему вырезали мениск. В команде смог дебютировать 21 июля 2007 года в домашнем матче против днепропетровского «Днепра» (1:2), Пихур вышел на 70 минуте вместо Андрея Смалько. Всего за «Харьков» он провёл 22 матча в чемпионате Украины и 2 матча в Кубке Украины. В декабре 2008 года он был выставлен на трансфер, позже он покинул команду.